# Bothriomyrmex pusillus
Bothriomyrmex pusillus är en myrart som först beskrevs av Mayr 1876.  Bothriomyrmex pusillus ingår i släktet Bothriomyrmex och familjen myror.

## Underarter
Arten delas in i följande underarter:
- B. p. aequalis
- B. p. pusillus